# Iolanta
Iolanta, a veces Iolanthe (en ruso: Иоланта; pronunciado Yolanta o Yolanda), op. 69, es una ópera lírica en un acto de Piotr Ilich Chaikovski sobre un libreto de su hermano Modest, basado en la pieza danesa en un acto de Henrik Hertz titulada Kong Renés Datter (La hija del rey Renato), inspirada en la vida de Yolanda de Anjou. La obra fue traducida por Fiódor Miller y adaptada por Vladímir Zótov. La ópera se estrenó el 18 de diciembre de 1892 en el Teatro Mariinski de San Petersburgo.

## Historia

### Composición
Compuesta después de terminar La dama de picas, Chaikovski se preocupaba por haber perdido su inspiración creativa después de tan magno proyecto. Comenzó Iolanta con el dueto final en junio de 1891, y a pesar de sus preocupaciones, terminó la composición en septiembre y la orquestación en noviembre. La recepción del público fue bastante favorable, aunque Chaikovski quedó disgustado y sentía que se estaba repitiendo a sí mismo, especialmente cuando lo comparaba con su obra anterior, La hechicera.

### Representaciones
El estreno tuvo lugar el 18 de diciembre (6 de diciembre O.S.) 1892 en el Teatro Mariinski en San Petersburgo. Fue dirigida por Eduard Nápravník y los decorados los diseñó Mijaíl Bocharov.
El estreno de la ópera compartió programa doble con el último ballet del compositor, El cascanueces.
Su primera representación fuera de Rusia fue en Hamburgo el 3 de enero de 1893, dirigida por Gustav Mahler. Mahler también dirigió el estreno vienés el 22 de marzo de 1900.
Hay pocas grabaciones integrales de la ópera aunque el aria de Robert ha sido grabado e interpretado con frecuencia en conciertos. Una interpretación de 1963 fue rodada en Riga y lanzada en el extranjero en 1974. Una versión den dos actos de Iolanta (1997) se interpreta regularmente en el Teatro Bolshoi (13 noches en la temporada 2006). [cita requerida]
Una filmación con Galina Oleinichenko y Pavel Lisitsian de 1963 con las fuerzas del Bolshoi dirigidas por Boris Khaikin fue muy popular en la Unión Soviética. En 1977 fue grabada por Tamara Sorokina (Iolanta), Yevgeny Nesterenko (René), Yuri Mazurok (Robert), Vladimir Atlantov (Vaudémont), Vladimir Valaitis (Ibn-Hakia), Alexander Arkhipov (Alméric), Valery Yaroslavtsev (Bertrand), Nina Grigorieva (Martha), Clara Kadinskaya (Brigitta), Larisa Nikitina (Laura) y la orquesta del Bolshoi dirigida por Mark Ermler. 
En 1982, Galina Vishnevskaya la cantó en Carnegie Hall en versión de concierto y luego en París registrada discográficamente junto a Nicolai Gedda y Tom Krause. En 1994 fue grabada por Galina Gorchakova y Dmitri Hvorostovsky dirigida por Valery Gergiev, responsable de la versión con  Anna Netrebko estrenada en el Metropolitan Opera House de Nueva York.
En 1993 fue estrenada en el Teatro Colón de Buenos Aires protagonizada por Mónica Ferracani dirigida por Bruno D'Astoli. En 2012 se presentó en España, en el Teatro Real de Madrid, en una producción dirigida por Peter Sellars, y emparejada con Perséphone, de Stravinsky, y que ha sido editada y publicada en DVD. En 2013 se presentó, en versión de concierto, en el Liceo de Barcelona, con Gergiev y Netrebko.
Esta ópera se representa poco; en las estadísticas de Operabase aparece la n.º 121 de las óperas representadas en 2005-2010, siendo la 7.ª en Rusia y la tercera de Chaikovski, con 27 representaciones en el período.

## Personajes
| Personaje | Tesitura     | Estreno en San Petersburgo, 18 de diciembre de 1892 (6 de diciembre O.S.) (Director: Eduard Nápravník) |
| --- | ------------ | --- |
| Renato, rey de Provenza | bajo         | Konstantín Serebriakov                                                                                 |
| Roberto, duque de Borgoña | barítono     | Leonid Yákovlev                                                                                        |
| Conde Vaudémont, un caballero borgoñón                                                                                        | tenor        | Nikolái Figner                                                                                         |
| Ibn-Hakia, un médico moro | barítono     | Arkadi Chernov                                                                                         |
| Alméric, porta-armadura del rey Renato                                                                                        | tenor        | Vasili Karelin                                                                                         |
| Bertrand, portero del castillo                                                                                                | bajo         | Yalmar Frei                                                                                            |
| Iolanta, hija ciega del rey Renato                                                                                            | soprano      | Medea Mei-Figner                                                                                       |
| Marta, esposa de Bertrand, niñera de Iolanta                                                                                  | contralto    | María Kaménskaya                                                                                       |
| Brigitta, amiga de Iolanta | soprano      | Aleksandra Runge                                                                                       |
| Laura, amiga de Iolanta | mezzosoprano | María Dolina                                                                                           |
| Coro, papeles mudos: sirvientas y amigas de Iolanta, el séquito del rey, el regimiento del duque de Borgoña, hombres de armas |              | |

## Sinopsis
Tiempo: siglo XV
Lugar: Montañas del sur de Francia
Escena 1 . Iolanta (Yolanda) es ciega de nacimiento, pero nunca nadie le ha hablado de su condición. En un bello jardín del palacio real, sus amigas le llevan flores y cantan para ella.
Escena 2 . Después de que Almeric anuncie la llegada del rey, Bertrand le da instrucciones: no debe hablar con Iolanta de la luz ni decirle que su padre es el rey. Iolanta está prometida a Roberto, quien también ignora que Iolanta es ciega. El rey llega con un médico que asevera que Iolanta puede ser curada, pero solo si se entera de su condición y desea ver. El rey rechaza el tratamiento, temiendo por la felicidad de Iolanta.
Escena 3 . En una partida de caza, Roberto y Vaudémont se pierden y van hacia el jardín del palacio, donde encuentran a Iolanta. Roberto, convencido de que Iolanta es una bruja, se va a la búsqueda de su séquito. Vaudémont permanece y se da cuenta de la ceguera de Iolanta. Los dos jóvenes se enamoran, después de que Vaudémont le haya explicado la luz y el color a Iolanta.
Escena 4 . Los jóvenes son descubiertos. Vaudémont jura su amor, afirmando que no le importa que Iolanta sea ciega. El rey está furioso con el hombre que le ha revelado el secreto a su hija, pero el médico interviene diciendo que ahora que Iolanta sabe qué es la luz y el color y desea ver, puede ser curada. Sin embargo, el rey amenaza de muerte a Vaudémont si el tratamiento del médico falla. Roberto vuelve, y manifiesta que se ha enamorado de otra. El rey cancela el compromiso con Roberto y da la mano de Iolanta a Vaudémont. El remedio funciona y Iolanta puede ver.

## Arias destacadas
"¿Por qué no conocí esto antes?" (Iolanta)
"Hay quien pueda compararse con mi Matilda?" (Robert)

## Interpretaciones
El cuento fantástico de Iolanta puede interpretarse en diferentes niveles. No se sabe exactamente hasta qué punto Chaikovski se identificó con la desdichada heroína de su ópera. Timothy L. Jackson ha propuesto una conexión entre la ceguera de Iolanta y la homosexualidad de Chaikovski, especulando con la posibilidad de que el compositor hubiera identificado a sí mismo, al igual que Iolanta, como un sujeto apartado del mundo debido a su " deficiencia congénita ", que sólo puede ser curada a través del propio reconocimiento y del deseo de curación.
Otra posible interpretación sería considerar a Iolanta como una alegoría del artista que vive en un mundo de sueños, protegido de la realidad. Desde otro punto de vista, el rey representa el principio de autoridad, que no quiere que su hija conozca la verdad. Por otra parte, el médico afirma que el conocimiento de la verdad es condición indispensable para la curación de Iolanta. Los principios autoritarios del rey habrían triunfado si el médico no hubiera intervenido en diferentes ocasiones en favor de Iolanta. El amor triunfa finalmente.